# Monte Carlo Open 1980
Il Monte Carlo Open 1980 è stato un torneo di tennis giocato sulla terra rossa. 
È stata la 73ª edizione del Monte Carlo Open, che fa parte del Volvo Grand Prix 1980.
Si è giocato al Monte Carlo Country Club di Roquebrune-Cap-Martin in Francia vicino a Monte Carlo,
dal 31 marzo al 6 aprile 1980.

## Campioni

### Singolare
Björn Borg ha battuto in finale  Guillermo Vilas con il punteggio di 6–1, 6–0, 6–2

### Doppio
Paolo Bertolucci /  Adriano Panatta hanno battuto in finale  Vitas Gerulaitis /  John McEnroe con il punteggio di 6–2, 5–7, 6–4